# Mount Fyfe
Mount Fyfe ist ein 2260 m (nach neuseeländischen Angaben 2224 m) hoher Berg im Australischen Antarktis-Territorium. In der Geologists Range ragt er 5 km nördlich der Quest-Kliffs auf.
Die Nordgruppe einer von 1961 bis 1962 dauernden Kampagne im Rahmen der New Zealand Geological Survey Antarctic Expedition benannten ihn nach Horace Edwin Fyfe (1900–1977), leitender Geologe des New Zealand Geological Survey.